# 收割机返乡节
收割机返乡节（英語：Harvester Homecoming）是每年在印第安纳州韦恩堡原国际收割机卡车厂举办的卡车节。首届活动于2019年举行，此后每年八月都会举办。活动由国际收割机爱好者瑞安·杜瓦尔发起并主导。

## 背景
国际收割机公司曾在印第安纳州韦恩堡设有一座工厂，该厂在1923年至1983年间运营。随着公司缩编并更名为纳威司达，该厂被关闭。1979年全盛时期，该厂员工超过一万人，是韦恩堡多年来最大的雇主。1923至1983年间，工厂共生产卡车150万辆。公司缩编重组为纳威司达后，继续将韦恩堡厂区内的办公楼作为其工程与设计中心的一部分，直到2015年纳威司达才完全撤出该设施。

## 历史
首届收割机返乡节于2019年在迈耶路2300号、靠近原国际收割机卡车厂旧址处举办。活动源于瑞安·杜瓦尔在《日报公报》撰写的一篇纪念国际收割机公司历史的文章。这场活动实际吸引了500多辆卡车和约1万人到场，而杜瓦尔表示原本预计有200辆卡车、约2000人参与。第二届活动于2020年8月举行，尽管正值新冠疫情，仍有数千人到场，现场采取了防疫措施。期间还计划将刚被腾空的国际工程与设计中心改建为博物馆。2023年1月，主办方在厂区举办了“修车周末”活动，邀请志愿者与爱好者参与修复割机返乡节40辆展车收藏的大部分。

## 博物馆
一座博物馆正在印第安纳州纽黑文兴建，地点靠近原国际收割机卡车厂旧址。博物馆最初计划设于国际工程与设计中心，但因被艾伦县政府清出，该组织不得不另外花费1200万美元兴建一座全新场馆。该建筑随后被县政府购入，用作县办公场所。